# Meziměstí
Meziměstí là một thị trấn thuộc huyện Náchod, vùng Královéhradecký, Cộng hòa Séc.